# НФЦ Север
НФЦ Север (енгл. NFC North) или Северна дивизија Националне фудбалске конференције (енгл. The National Football Conference North Division), је једна од четири дивизије НФЦ-а. Настала је 2002. године од кад у НФЛ-у наступају 32 клуба, а заменила је дивизију НФЦ Централ (енгл. NFC Central) из 1970, када су се спојили АФЛ и НФЛ.

## Клубови
У Дивизији Запад наступају четири клуба:
Минесота вајкингси имају 17 победничких наслова дивизије НФЦ Запад, а следе их Чикаго берси са 16 победа.